# Scolothrips sexmaculatus
Scolothrips sexmaculatus är en insektsart som först beskrevs av Theodore Pergande 1890.  Scolothrips sexmaculatus ingår i släktet Scolothrips och familjen smaltripsar. Inga underarter finns listade i Catalogue of Life.